# قایق زنبیلی

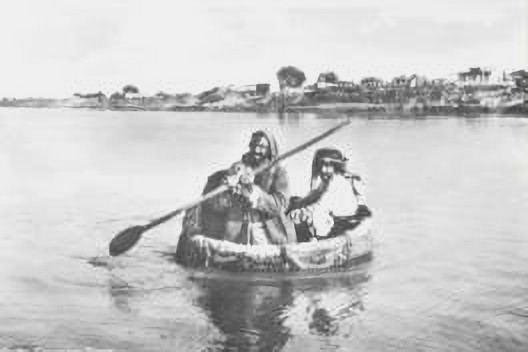
قایق زنبیلی

قایق زنبیلی گونه‌ای قایق است که بیشتر در نیزارهای جنوب عراق استفاده می‌شود.
عرب‌های نیزارنشین عراق از این قایق‌ها برای جابجایی در آبراهه‌ها بهره می‌گیرند.
این گونه قایق را با برگ و الیاف گیاهی می‌سازند و آن را با قیر اندود می‌کنند. در عراق به این قایق‌ها قُفه می‌گویند که ریشه‌ای بسیار قدیمی (سومری یا اکدی) دارد و در اصل به معنای زنبیل است.